# André Brunaud
André Alfred Brunaud (ur. 9 lutego 1915 w Saint-Marcel, zm. 24 maja 2007 w Conches-en-Ouche) – francuski zapaśnik walczący w stylu wolnym. Dwukrotny olimpijczyk. Zajął szóste miejsce w Londynie 1948 i trzynaste w Helsinkach 1952. Startował w kategorii do 79 kg.
Czwarty na mistrzostwach Europy w 1949 roku.

## Letnie Igrzyska Olimpijskie 1948
| Konkurencja      | Rundy eliminacyjne     | Rundy eliminacyjne  | Rundy eliminacyjne    | Rundy eliminacyjne  | Klas. końcowa |
| Konkurencja      | Przeciwnik I           | Przeciwnik II       | Przeciwnik III        | Przeciwnik IV       | Miejsce       |
| ---------------- | ---------------------- | ------------------- | --------------------- | ------------------- | ------------- |
| 79 kg styl wolny | Paavo Sepponen (FIN) P | Eddie Bowey (GBR) Z | Paul Dätwyler (SUI) Z | Erik Lindén (SWE) P | 6.            |

## Letnie Igrzyska Olimpijskie 1952
| Konkurencja      | Rundy eliminacyjne         | Rundy eliminacyjne      | Klas. końcowa |
| Konkurencja      | Przeciwnik I               | Przeciwnik II           | Miejsce       |
| ---------------- | -------------------------- | ----------------------- | ------------- |
| 79 kg styl wolny | Gholam Reza Tachti (IRI) P | Muhammad Husajn (EGY) P | 13.           |